# Slätt strålskinn
Slätt strålskinn (Phanerochaete laevis) är en svampart som först beskrevs av Elias Fries, och fick sitt nu gällande namn av J. Erikss. & Ryvarden 1978. Slätt strålskinn ingår i släktet Phanerochaete och familjen Phanerochaetaceae.  Arten är reproducerande i Sverige. Inga underarter finns listade i Catalogue of Life.